# Alcoche
Alcoche ist eine Ortschaft im Departamento La Paz im südamerikanischen Anden-Staat Bolivien.

## Lage im Nahraum
Alcoche ist zentraler Ort des Kanton Alcoche im Municipio Caranavi in der Provinz Caranavi. Die Ortschaft liegt in den bolivianischen Yungas auf einer Höhe von 540 m am rechten Ufer des Río Coroico, zwischen den bolivianischen Voranden-Ketten östlich der Cordillera Real.

## Geographie
Alcoche liegt im Übergangsbereich zwischen dem andinen Altiplano und dem bolivianischen Tiefland. Das Klima ist ein typisches Tageszeitenklima, bei dem die mittleren Temperaturschwankungen im Tagesverlauf deutlicher ausfallen als im Jahresverlauf.
Die Jahresdurchschnittstemperatur liegt bei 25,5 °C und schwankt im Jahresverlauf nur unwesentlich zwischen 23 °C im Juni/Juli und 27 °C im November/Dezember (siehe Klimadiagramm Caranavi). Der Jahresniederschlag erreicht eine Höhe von fast 1500 mm, und bis auf eine kurze Trockenzeit im Juni/Juli ist das Klima ganzjährig feucht mit Monatsniederschlägen von über 200 mm von Dezember bis Februar.

## Verkehrsnetz
Alcoche liegt in einer Entfernung von 179 Straßenkilometern nordöstlich von La Paz, der Hauptstadt des gleichnamigen Departamentos.
Von La Paz aus führt die asphaltierte Nationalstraße Ruta 3 in nordöstlicher Richtung über Cotapata bis Caranavi und von dort weiter bis nach Trinidad am Río Mamoré. In Caranavi zweigt von der Ruta 3 nach Nordwesten die Ruta 26 ab, passiert die Ortschaften Santa Fe und Alcoche und führt weiter über Guanay und Mapiri nach Apolo, wo sie auf die Ruta 16 trifft, die entlang der peruanischen Grenze verläuft.

## Bevölkerung
Die Einwohnerzahl der Ortschaft ist in den vergangenen beiden Jahrzehnten um zwei Drittel angestiegen:
| Jahr | Einwohner | Quelle       |
| ---- | --------- | ------------ |
| 1992 | 552       | Volkszählung |
| 2001 | 797       | Volkszählung |
| 2012 | 878       | Volkszählung |
| 2024 |           | Volkszählung |

Die Region weist einen hohen Anteil an Aymara-Bevölkerung auf, im Municipio Caranavi sprechen 57,8 Prozent der Bevölkerung Aymara.